# Relation particulière
Une relation particulière, ou relation privilégiée est une relation diplomatique particulièrement forte entre deux pays, souvent motivée par des conditions géographiques, historiques ou économiques particulières, mais aussi par des questions linguistiques ou religieuses.
L'expression anglaise « special relation » est utilisée pour identifier, par exemple, la relation diplomatique entre le Royaume-Uni et les États-Unis. Le terme est également utilisé dans des contextes journalistiques pour désigner également, entre autres, les relations diplomatiques entre les États-Unis et l'Union européenne.

## Exemples de relations particulières
- Albanie — Chine[3],[4]
- Albanie — Kosovo[5]
- Allemagne — États-Unis[6],[7]
- Allemagne — Italie[8]
- Argentine — Brésil[9]
- Arménie — Russie[10],[11],[12]
- Australie — Nouvelle-Zélande[13],[14]
- Azerbaïdjan — Turquie[15],[16]
- Brésil — Portugal[17]
- Canada — États-Unis[18],[19],[20],[21]
- Canada — Ukraine[22],[23]
- Chine — Corée du Nord[24]
- Chine — Pakistan[25],[26]
- Chine — Russie[27],[28]
- Corée du Sud — États-Unis[29]
- Estonie — Finlande[30]
- États-Unis — Inde[31],[32]
- États-Unis — Israël[33]
- États-Unis — Japon[34],[35],[36],[37]
- Finlande — Suède[38]
- France — Allemagne[39]
- France — États-Unis[40]
- France — Grèce[41]
- France — Inde[42]
- France — Monaco[43]
- Inde — Russie[44]
- Japon — Philippines[45]
- Moldavie — Roumanie[46]
- Pakistan — Arabie Saoudite[47],[48],[49]
- Pologne — Vietnam[50]
- Russie — Serbie[51]